# Ласкарис-Кастеллар, Жан де
Жан-Поль Ласкарис де Вентимилья и Кастеллар (фр. Jean-Paul de Lascaris-Castellar)
или Джованни Паоло Ласкарис ди Вентимилья и Кастеллар (итал. Giovanni Paolo Lascaris di Ventimiglia e Castellar; 28 июня 1560 года, Кастеллар, Франция — 14 августа 1657 года, Валлетта, Мальта) — гроссмейстер Мальтийского ордена из ветви рода Ласкарисов, владевшей городами Вентимилья и Кастеллар.
Избранный на эту должность в 1636 г., в самое тяжелое для ордена время, когда на него ополчались со всех сторон, Винтимилья разрушил интриги папы Урбана VIII, а также королей Польши и Испании, против независимости ордена. 
Он укрепил Мальту, где до него все было в развалинах; приобрел для ордена остров св. Христофора в Вест-Индии; нанес поражения варварийским корсарам и турецким эскадрам и заставил турок снять осаду острова Кандии.